# El amor soñado en la muerte (libro)
El amor soñado en la muerte es el nombre del quinto libro de poesía de José Rumazo González Moya. Se caracteriza por ser una obra filosófica principalmente, a diferencia de su primera poesía vanguardista en Raudal o su poesía histórica en Soledades de la sangre. Junto con estos dos libros fue publicado en Madrid en 1950.

## Estilo
El libro es una reflexión filosófica expresado en poesía de una serie de temas relacionadas con la existencia humana como la muerte, el amor, la tribulación, el cuerpo, el mar, la brevedad de la vida, en general relacionadas con el amor hacia otra persona. Mantiene al igual que Raudal y Soledades de la sangre una poesía caracterizada por una métrica definida, frecuentemente en versos endecasílabos. Por otro lado la longitud de los poemas es muy variada desde poemas extensos en varias estrofas hasta poemas sencillos, como "Leve" o "Vida breve" que afirma:

Ser el próximo invierno el primer copo,

lentamente caer en tu sonrisa,
en silencio, diciéndote un piropo.
Nieve por fuego, consumirse aprisa,

morir inadvertido en tu sonrisa.
Vida breve

La recepción fue asimismo positiva, describiendo su obra como "representativo de una unidad expresiva: la naturaleza trascendiendo en un lirismo de alta calidad poética.Fue considerado como una obra importante por lo que sería mencionado en Trece años de cultura nacional, en el informe de la Casa de la Cultura Ecuatoriana.La publicación de este libro estuvo relacionado con el surgimiento de "Umbral" años más tarde, que irrumpiría como el primer cuaderno colectivo que se planteó la precisión de una poética, y justamente sería liderado por José Rumazo. Esta etapa de su obra es la consolidación del estilo, donde podemos ver los temas además de los históricos y estéticos de sus anteriores producciones, ahora además con temas filosóficos e íntimos.
Su poesía fue destacada en "Figuras literarias iberoamericanas", donde se describía a Rumazo González en su dimensión filosófica y como se relacionaban los conceptos acto-potencia y espacio-tiempo en su obra. En el mundo anglosajón, este libro fue incluido dentro del "List of Books Accessioned and Periodicals Indexed" en 1954, así como en el "National Union Catalog" y en el "Handbook of the Republic of Ecuador", al ser considerado una obra representativa de este país.

## Estructura
El amor soñado en la muerte se caracteriza por una diversidad de temas en general filosóficos pero que están realacionados con la existencia human, las relaciones con otras personas y la intimidad. Entre los poemas que estructuran este libro encontramos:
- La herida
- Retrato de Ofelia en Hamlet
- Vida breve
- Leve
- La luz interrumpida
- El campo de amapolas
- Sueño de orillas
- Si tu no te despiertas
- El mar rendido
- La rueda de agua
- Mar de esmeralda
- Fragor en la playa
- La tormenta
- El ángel
- El reptil
- El lugar profundo
- A oscuras
- La caricia
- El regazo
- Angelus
- La salida del toro
- A compás
- Insomnio
- Historia antigua
- Agonía
- Siega en la noche
- Tribulación
- El cuerpo
- Elegia del alma separada del cuerpo